# De Schatgravers
Schatgravers is het honderdzesentwintigste stripverhaal uit de reeks van Suske en Wiske. 
Het verhaal werd oorspronkelijk in 1978 uitgegeven. Het is nooit uitgekomen als op zichzelf staand album in de reguliere Vierkleurenreeks. Het verscheen in 2024 in de spin-offreeks Suske en Wiske in het kort.

## Locaties
- huis van tante Sidonia

## Personages
- Suske, Wiske, tante Sidonia, Lambik, Jerom

## Het verhaal
Lambik wil zijn lievelingsroos planten, maar heeft geen zin om de tuin om te spitten. Hij houdt Suske en Wiske voor de gek en vertelt dat er een schat ligt begraven. Tante Sidonia ziet dat de kinderen de tuin omspitten en de volgende dag helpt Jerom hen ook. Suske stuit op een begraven koffertje. Lambik vertelt dan dat er geen schat is, hij bekend zijn list om de roos te planten. Lambik wil dan het koffertje, maar krijgt dit niet van de vrienden omdat er geen schat bestaat volgens hem.